# Biton tauricus
Espèce
Biton tauricus est une espèce de solifuges de la famille des Daesiidae.

## Distribution
Cette espèce est endémique de Turquie.

## Étymologie
Son nom d'espèce lui a été donné en référence au lieu de sa découverte, les monts Taurus.

## Publication originale
- Roewer, 1941 : Solifugen  1934–1940. Veröffentlichungen des Deutschen Kolonial Ubersee-Museums, Bremen, vol. 3, p. 97–192.